# کن بلکبرن (بازیکن فوتبال)
کن بلکبرن (انگلیسی: Ken Blackburn؛ زادهٔ ۱۳ مهٔ ۱۹۵۱) بازیکن فوتبال اهل بریتانیا است.
از باشگاه‌هایی که در آن بازی کرده‌است می‌توان به باشگاه فوتبال برایتون اند هوو آلبیون اشاره کرد.